# 木本氏房
木本 氏房（きもと うじふさ、1884年（明治17年）9月2日 – 1968年（昭和43年）7月3日）は、大日本帝国陸軍軍人。最終階級は陸軍工兵大佐。日本における航空測量の先駆者として知られる。

## 経歴
三重県宇治山田市に生まれた。陸軍中央幼年学校を経て、1905年（明治38年）3月30日に陸軍士官学校（17期）を卒業し、同年4月21日に工兵少尉に任ぜられる。1907年（明治40年）12月21日に工兵中尉に昇進後、陸軍砲工学校（15期）高等科を卒業し、1910年（明治43年）12月22日に陸地測量部班員に補せられる。1915年（大正4年）4月9日に工兵大尉に昇進した。
その後、陸軍工兵学校教官の兼補を経て、1921年（大正10年）2月4日に陸地測量部班長に補せられた後、同年12月1日に工兵少佐に昇進した。さらに、陸軍航空学校教官兼補、下志津陸軍飛行学校教官兼補を経て、1925年（大正14年）7月10日、陸地測量部御用掛を命ぜられる。1926年（大正15年）8月6日工兵中佐に、1931年（昭和6年）8月1日に工兵大佐に昇進し、1933年（昭和8年）4月20日予備役に編入された。
その後、満洲航空株式会社技術顧問となり、大日本航空株式会社技術顧問、国際航業株式会社顧問を歴任した。

## 栄典
位階
- 1905年（明治38年）5月26日 - 正八位[12]
- 1908年（明治41年）3月20日 - 従七位[13]
- 1913年（大正2年）5月20日 - 正七位[14]
- 1918年（大正7年）7月10日 - 従六位[15]
- 1923年（大正12年）11月30日 - 正六位[16]
- 1928年（昭和3年）12月28日 - 従五位[17]
- 1933年（昭和8年）5月13日 - 正五位[18]

勲章等
- 1906年（明治39年）4月1日 - 勲六等瑞宝章・明治三十七八年従軍記章[19]
- 1914年（大正3年）5月16日 - 勲五等瑞宝章[20]
- 1919年（大正8年）10月24日 - 勲四等瑞宝章[21]
- 1920年（大正9年）11月1日 -  旭日小綬章・大正三年乃至九年戦役従軍記章[22]
- 1927年（昭和2年）8月1日 - 勲三等瑞宝章[23]
- 1931年（昭和6年）7月 - 旭日中綬章[24]

外国勲章佩用允許
- 1910年（明治43年）3月15日 - 大清帝国：三等第二双龍宝星[25]
- 1934年（昭和9年）3月1日 - 満州帝国：大満洲国建国功労章[26]

## 親族
- 木本氏壽 - 長男。陸軍士官学校第50期卒業、陸軍少佐。国際航業株式会社取締役、日本測量調査技術協会事務局長などを歴任。
- 木本氏仁 - 次男。株式会社きもと（市場情報：東証一部 7908）の創業者。